# Heek
Heek è un comune della Renania Settentrionale-Vestfalia, in Germania.
Appartiene al distretto governativo (Regierungsbezirk) di Münster ed al circondario (Kreis) di Borken (targa BOR).